# Língua keiga
Keiga ou Yega é uma língua da família das “Kadu” falada Cordofão, Sudão. Seus dialetos são Demik (Rofik) e o próprio (Aigang).